# دفتر طراحی کوزنتسوف
 دفتر طراحی کوزنتسوف (روسی: СНТК им. Н. Д. Кузнецова، همچنین به عنوان دفترطراحی‌تجربی-۲۷۶ شناخته می‌شود) یک دفتر طراحی تجربی روسی برای موتورهای هواگرد بود که در زمان شوروی توسط نیکولای دیمیتریویچ کوزنتسف اداره می‌شد.